# Govern Nacional de l'Azerbaidjan

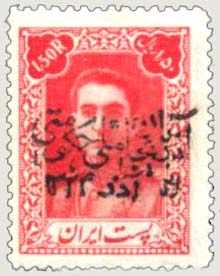
Un segell sobrecarregat amb el nom de Govern Nacional de l'Azerbaidjan

El Govern Nacional de l'Azerbaidjan o, més habitualment, Govern Popular de l'Azerbaidjan (APG; àzeri: Azərbaycan Milli Hökuməti, آذربایجان میلّی حکومتی; rus: Азербайджанское народное правительство, Azerbajdzhanskoe narodnoe pravitel'stvo) va ser un efímer govern al nord-oest de l'Iran des de novembre de 1945 a novembre de 1946 que controlava l'Azerbaidjan Iranià amb capital a la ciutat de Tabriz. El seu establiment i la seva desaparició van ser part de la crisi de l'Iran, que fou un precedent de la Guerra Freda.

## Història
Per al subministrament de material militar a les forces soviètiques a través de l'Iran, els britànics i soviètics conjuntament van ocupar aquest país a l'agost de 1941. Els soviètics van entrar pel nord des de l'RSS d'Armènia i l'RSS de l'Azerbaidjan i les forces britàniques e índies des del sud per l'Iraq van entrar Iranià territori i aviat van prendre el control del país. Al setembre els britànics van obligar a Reza Shah a abdicar en favor del seu fill Mohammad Reza Shah Pahlavi (que va governar fins al 1979)
Mentre Reza Shah era destronat el setembre de 1941, les tropes soviètiques s'asseguraven el control de Tabriz i del nord-oest de Pèrsia per raons militars i raons estratègiques. Amb el nord de l'Iran sota ocupació Soviètica, Stalin va fer plans per "difondre el Socialisme" i probablement per crear estats independents titelles. Quan al final de la guerra la pressió dels Aliats va obligar els soviètics a evacuar el territori ocupat es va formar a Tabriz un govern nacional àzeri sota el lideratge del partit Democràtic de l'Azerbaidjan, recent fundat, que va elegir com a líder a Jafar Pishevari, un antic revolucionari del Gilan i proper a la ideologia comunista. El partit hauria estat creat per ordre directe de Joseph Stalin segons alguns documents fets públics modernament, però el cert es que es va poder aprofitar la insatisfacció amb la política de centralització de Reza Shah el qual, en la recerca d'imposar una homogeneïtat nacional al país (on la meitat de la població formava part de les minories ètniques), Reza Shah havia emès en ràpida successió decrets prohibint l'ús de la llengua àzeri en les instal·lacions de les escoles, en representacions teatrals, actes religiosos, i, finalment en la publicació de llibres. Aquestes directrius es van emetre malgrat el fet que la mare de Reza Shah, Noosh Afarin, i la seva esposa Taj-Al-Molook Ayrimlu eren d'origen àzeri.
Gairebé al mateix temps al Kurdistan irania els kurds van proclamar la República de Mahabad i els Soviètics van decidir crear també un estat separatista al nord-oest de l'Iran de població àzeri.
Durant el breu temps d'aquest govern es va produir una reactivació de la llengua literària àzeri que havia estat en gran part substituïda pel persa, sent impulsada amb l'ajuda d'escriptors, periodistes i professors de l'RSS de l'Azerbaidjan

## Establiment
El Firqah-i Dimukrat, o Partit Democràtic [d'Azerbaidjan] (ADP), va anunciar públicament la seva formació a Tabriz el 3 de setembre de 1945, a càrrec d'un grup de veterans comunistes, liderats per Jafar Pishevari. Després de l'anunci, el partit comunista recolzat pels soviètics, el partit Tudeh, es va dissoldres a l'Azerbaidjan i es va ordenar als seus membres allí unir-se a l'ADP. L'ADP es va expandir per tot l'Azerbaidjan Iranià, i va iniciar una presa del poder amb l'ajut de l'exèrcit soviètic, que va impedir la intervenció de l'exèrcit Iranià. Durant la primera setmana de setembre de 1945 el Partit Democràtic d'Azerbaidjan, dirigit per Jafar Pishevari, abans líder del moviment revolucionari de Gilan, va proclamar el seu control de l'Azerbaidjan Iranià, va prometre reformes liberals i democràtiques i va absorbir la branca local del Tudeh. Més tard, durant el setembre de 1945, en el seu primer congrés, el Partit Democràtic de l'Azerbaidjan va autoritzar la formació d'una milícia de camperols. Aquesta milícia va començar a agafar el control dels punts claus del país el 18 de novembre de 1945 i el 21 de novembre de 1945 ja havia capturat totes les posicions del govern iranià central dins l'antiga província de l'Azerbaidjan Iranià, que ara esdevenia una república autònoma de l'Azerbaidjan Iranià sota la direcció d'un Comitè Executiu Nacional de 39 membres". L'únic Primer Ministre d'aquesta efímera república va ser Ahmad Kordary (també escrit Kordari o Kodari).
Al mateix temps, els Estats Units estaven incrementant de manera constant la seva assistència militar al govern central. Sota la pressió de les potències Occidentals, la Unió Soviètica va haver de retirar el seu suport a la nova entitat i retirar les seves forces de l'Iran que vaiat va aconseguir restablir l'autoritat del govern central el novembre de 1946.

### Suport soviètic
Nous arxius secrets desclassificats de la Guerra Freda impliquen a la URSS en la formació del govern de Pishevari per ordres directes de Stalin. Militars soviètics van donar suport a la nova entitat autònoma i van prevenir a l'exèrcit iranià la restauració del control del govern central sobre la zona. Després de la retirada soviètica, les tropes iranianes van entrar a la regió el desembre de 1946 i Pishevari i el seu gabinet van fugir cap a la Unió Soviètica on Pishevari va morir d'accident de cotxe a Baku el 1947.

## Dissolució
El 13 de juny de 1946, es va arribar un acord entre el Govern Central [de Teheran] i els delegats de l'Azerbaidjan, encapçalats per Pishevari. Per aquest conveni, Pishevari acordava abandonar la seva autonomia, a renunciar als ministeris i direcció de govern tornant a ser una vegada més part de l'Iran. El seu parlament va ser transformat en un consell provincial, un sistema reconegut per a la Constitució Iraniana.
A mitjan desembre de 1946, l'exèrcit de l'Iran amb el suport dels Estats Units i dels britànics va reconquerir Tabriz, posant així punt final al Govern Nacional (o Popular) de l'Azerbaidjan després d'un any d'existència. Durant el període d'anarquia que va seguir aproximadament 500 seguidors del partit (Ferqeh) van ser assassinats.
Molts dels dirigents es va refugiar a l'RSS de l'Azerbaidjan . Jafar Pishevari va morir en un accident de cotxe a Baku el 1947. El primer Ministre Kordary va ser empresonat durant molts anys pel xah i alliberat a causa de la incansable tasca del seu germà Kazem.

## Documents

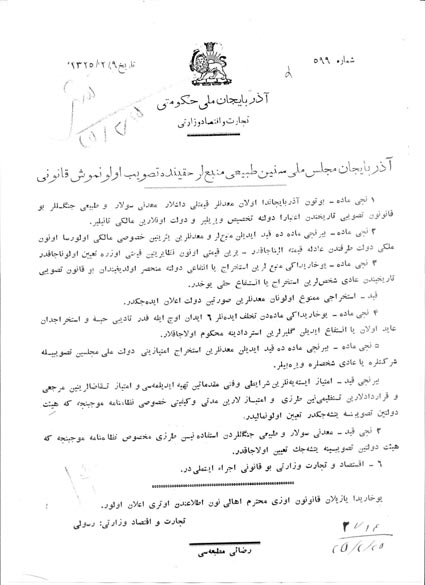
Un document oficial amb una carta de presentació del Govern Nacional (o Popular) de l'Azerbaidjan
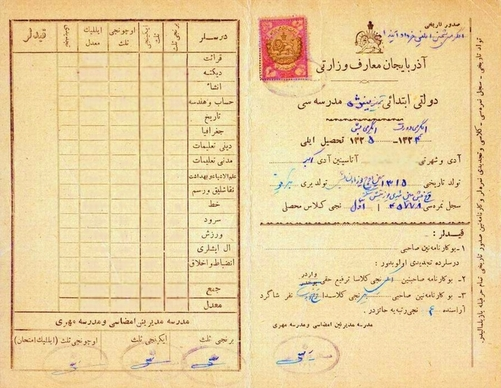
Segona part del document